# Börries von Münchausen
Börries Albrecht Conon August Heinrich von Münchausen (Hildesheim, 20 marzo 1874 – Windischleuba, 16 marzo 1945) è stato uno scrittore tedesco.
Autore della raccolta Ballate (1901), dopo la prima guerra mondiale, che lo vide combattere al fronte, si ritirò nel suo castello di Windischleuba, ove morì suicida.